# Yūzū nembutsu shū
Le yūzū nembutsu shū (融通念仏宗, yūzū nenbutsu shū) est une école amidiste japonaise.

## Histoire

### Fondation par Ryōnin
La fondation du yūzū nembutsu shū remonte à la fin de l'époque de Heian. Le personnage central fut alors le moine tendai Ryōnin (良忍, 1072–1132) qui depuis 1095 vivait en ermite au nord de Kyōto, à l'époque capitale du Japon. En 1117, le quinzième jour du cinquième mois, Amida (Amitābha) lui serait apparu au cours d'une méditation du nembutsu et lui aurait exposé le principe du yūzū nembutsu.
Lors d'une méditation ultérieure au Kurama-ji d'Ōhara, Bishamonten lui serait cette fois apparu et l'aurait exhorté à propager la doctrine du yūzū nembutsu pour mettre fin aux souffrances de tous les êtres sensibles dans le monde.
Ryōnin est ainsi parti le neuvième jour du sixième mois de 1124 pour la capitale, où l'empereur Toba s'est inscrit dans le cahier dans lequel les adeptes de Ryōnin s'enregistraient nommément et s'engageaient à réciter quotidiennement le yūzū nembutsu. Grâce à un autre soutien personnel de l'empereur, les adeptes de la nouvelle école ont rapidement augmenté à plusieurs centaines.
Ryōnin a consacré les années suivantes, jusqu'à sa mort au Raigō-in, aux voyages missionnaires à travers le Japon. Souvent, afin de propager le nouveau culte, il se référait pourtant aux noms des huit millions de dieux que lui aurait donnés Bishamonten sous la forme d'un rouleau le quatrième mois de 1125. Ces dieux s'y seraient engagés à réciter chaque jour le yūzū nembutsu.

### Restauration par Hōmyō

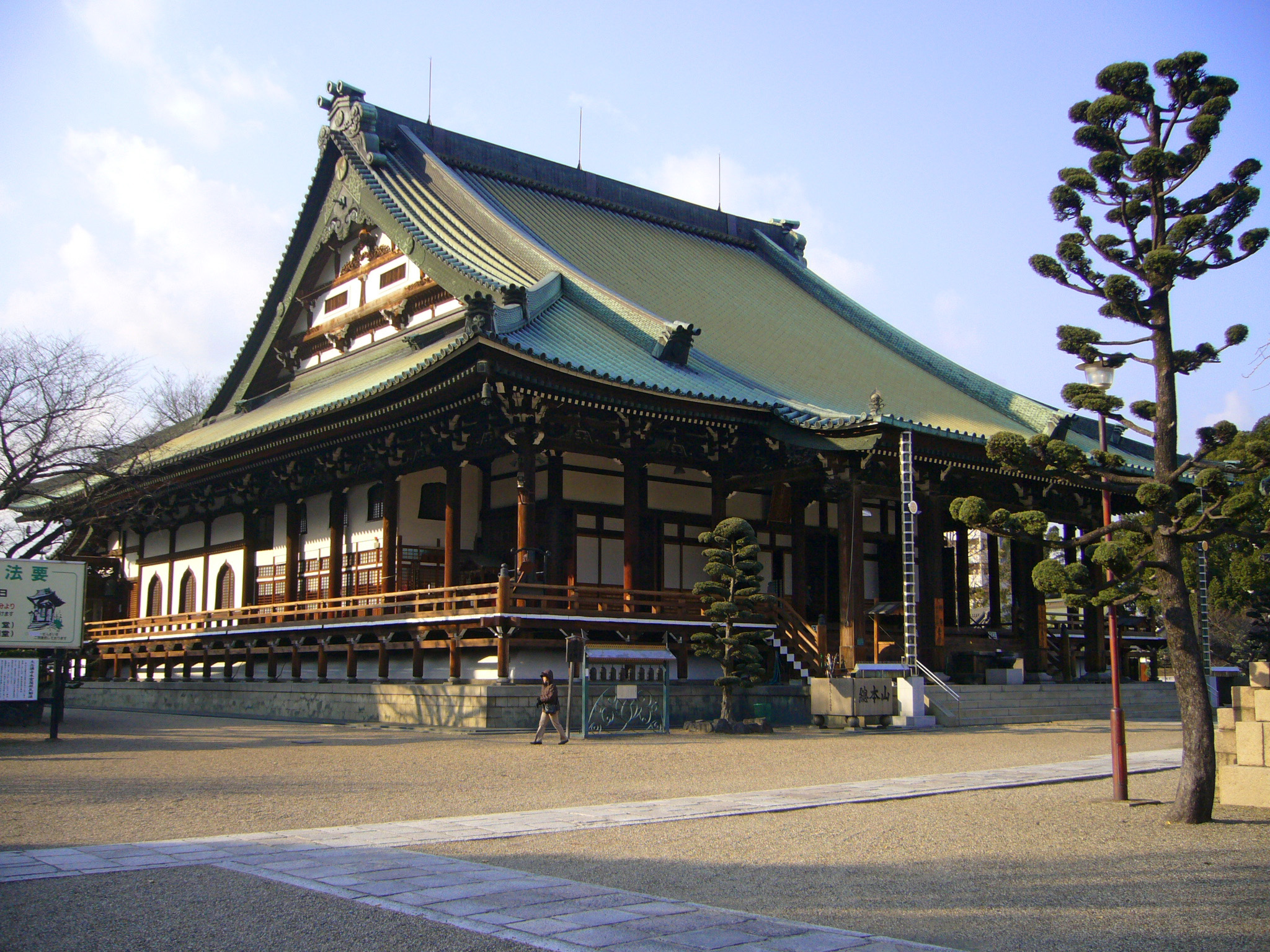
Le Dainembutsu-ji, temple principal du yūzū nembutsu shū à Ōsaka.

Après la mort de Ryōnin, son disciple Gongen (権現) a assumé la direction de l'école en tant que chef et a fait de l'ancien temple shingon Shūraku-ji (修楽寺) d'Ōsaka le temple principal de l'école sous le nouveau nom de Dainembutsu-ji (大念仏寺). Il remplit aujourd'hui encore cette fonction avec environ 350 temples affiliés.
L'attribution du poste de chef de l'école de maître à disciple s'est déroulée sans rupture jusqu'au sixième chef, Ryōchin (良鎮), qui est mort à l'âge de 35 ans en 1182 sans avoir désigné de successeur. Peu avant, il avait légué le registre avec les noms des adeptes à l'Iwashimizu Hachiman-gū, un sanctuaire shintō. Là, le dieu Hachiman devait choisir un successeur.
Le choix généralement reconnu a seulement été effectué après presque 140 ans et s'est porté sur Hōmyō (法明, 1279–1349) : le quinzième jour du onzième mois de 1321, il aurait eu à l'Iwashimizu Hachiman-gū un songe conforme. Il en a informé le prêtre du sanctuaire qui lui a dès lors remis le registre.
Sous Hōmyō, le yūzū nembutsu shū s'est quelque temps après à nouveau renforcé et a bénéficié, à l'époque Nanboku-chō, du soutien de Go-Daigo, empereur de la cour de sud, qui s'est inscrit avec cent serviteurs au registre des membres. Même après que Go-Daigo fut envoyé en exil à Yoshino par Takauji Ashikaga, le yūzū nembutsu shū lui est resté fidèle.
Sous la conduite de Hōmyō, qui avait été moine au mont Kōya avant d'adhérer au yūzū nembutsu shū, l'école a entretenu des liens concrets étroits avec le shingon qui a ajouté le yūzū nembutsu à son propre rite.

### Restauration par Daitsū
Après la mort de Hōmyō, l'influence récente du yūzū nembutsu shū s'est à nouveau rapidement volatilisée, ce à quoi ont contribué les conflits internes autour de la succession et aussi l'ascension d'autres écoles amidistes à la fin de l'époque de Muromachi.
L'école n'a connu un dernier grand essor qu'à l'époque d'Edo, sous le quarante-sixième successeur, Daitsū (大通, 1649–1716) aussi connu sous les noms de Yūkan (融観) ou Ninkō. Celui-ci s'était attaché avant son entrée en fonctions à remettre une pétition au shogun Tsunayoshi Tokugawa pour que le yūzū nembutsu shū soit officiellement reconnu par l'État et il a passé plusieurs années à prêcher à travers le Japon.
Parmi ses principales réalisations, il y a l'ordination de plus de 500 moines et nonnes, la construction de plus de trente temples (notamment l'Enman-ji en 1702) et la rédaction de deux grands traités : le Yūzū Enmonshō (融通円門章, 1703), dans lequel est consignée par écrit la doctrine de l'école de la ligne traditionnelle d'Amida, et le Yūzū Nembutsu Shingeshō (融通念仏信解章, 1705) dans lequel les fondements de la foi de l'école sont exposés.

## Textes
Le yūzū nembutsu shū n'a que quelques textes considérés comme importants pour sa propre doctrine. Il s'agit avant tout des révélations d'Amida à Ryōnin ainsi que leur commentaire, le Ryōgemon (領解文). Le Kegon-kyō et le Hokke-kyō ont également la réputation d'être précieux pour comprendre la doctrine, tout comme dans une moindre mesure les trois soutras de la Terre pure (le Soutra d'Amitābha, le grand Sūtra de Vie-Infinie et le Sūtra des contemplations du Bouddha Vie-Infinie).

## Doctrine
Outre la récitation chantée du nembutsu, qui est propre à toutes les écoles amidistes japonaises, le yūzū nembutsu shū se réfère au concept, issu du Kegon-kyō et du Hokke-kyō, de l'interdépendance et de l'interchangeabilité de toutes les formes d'existence, le yūzū (融通), une transposition concrète de sa part du principe du kegon sur l'interconnexion de chaque phénomène avec tous les autres phénomènes (事々無礙, jiji muge).
Lors de son apparition à Ryōnin, Amida aurait énoncé ce qui suit :

« Un homme est identique à tous les hommes

Tous les hommes sont identiques à un homme

Une pratique est identique à toutes les pratiques

Toutes les pratiques sont identiques à une pratique

Il s'agit de l'accession (往生, ōjō) [à la Terre pure] par le pouvoir-autre (他力, tariki)

Les dix mondes (十界, jikkai) sont dans une unique pensée

Et si le yūzū nembutsu est récité d'innombrables fois

Toutes les vertus seront parfaites »

— Cité et traduit d'après Matsunaga (1976), p. 15
Selon la vision du monde du yūzū nembutsu shū, chaque croyant est donc intimement lié au destin de tous les autres êtres sensibles des dix mondes. Grâce à la dévotion au yūzū nembutsu, chaque croyant est censé abandonner l'idée fausse de son ego et obtenir par le pouvoir-autre (un terme technique commun à toutes les écoles amidistes), c.-à-d. ici par le yūzū, l'entrée dans la Terre pure d'Amida. Cependant, ce résultat concerne en quelque sorte aussi, bien que dans une moindre mesure, l'ensemble de tous les êtres vivants. Il serait renforcé par la pratique de la récitation en groupe, au sein du sangha. Chaque membre se forme par l'inscription de son nom dans le registre, par quoi il s'engage à une quantité déterminée de récitations quotidiennes (environ 100 ou 1000).

## Sources
- (de) Cet article est partiellement ou en totalité issu de l’article de Wikipédia en allemand intitulé « Yūzū Nembutsu-shū » (voir la liste des auteurs).
- Daigan Lee Matsunaga et Alicia Orloff Matsunaga, Foundation of Japanese Buddhism. Vol. II: The Mass Movement (Kamakura & Muromachi Periods), Buddhist Books International, Los Angeles & Tōkyō, 1976  (ISBN 978-0-9149-1027-5)